# Школа № 19 (Анапа)
Муниципальное общеобразовательное учреждение средняя общеобразовательная школа № 19 им. В. О. Карпова — общеобразовательное учреждение в селе Джигинка города-курорта Анапа. Расположена по улице Советская, д. 112

## История школы
Основана в 1912 г в виде начальной (трёхклассной) немецкой школы на 35 учеников. Это была собственная школа посёлка, обустроенная и содержавшаяся на собственные средства общины. Первой учительницей новой школы стала дочь пастора Елизавета Эммануиловна Дэйк. Специально для школы было возведено отдельное здание рядом с кирхой. Преподавание всех предметов велось на немецком языке. Изучали основы арифметики, чтение, письмо, географию, закон Божий. Позднее, в связи с появлением в селе русских жителей, открылся и русскоязычный класс.
В 1914 г, в связи с начавшейся Первой мировой войны правительство развернуло репрессивные меры в отношение немцев. В частности, было запрещено преподавание в школе на родном, для большинства станичников, немецком языке. После ноябрьской революции на некоторое время в селе восстановили преподавание на немецком языке. Окончательно оно было запрещено советской властью в 1937 г. Большинство немецких учителей были уволены или репрессированы.
По мере роста села увеличивалось и количество учеников, которые перестали помещаться в прежнем здание, в связи с чем, в 1931 г школе было предоставлено ещё одно здание на улице Советской. К 1960 гг школа располагалась в трёх отдельных зданиях, а в 1968 г. впервые выпустился заключительный класс средней школы. По мере развития села школа получила в своё распоряжение ещё два двухэтажных здания, и стала рассредоточеной по всему центру села.
1 сентября 1988 открылось новое здание школы, на 600 человек. Трёхэтажное строение позволило собрать всю школу под одной крышей, и располагало отдельными мастерскими и теплицами.

### Структура
В школе имеются отдельные кабинеты химии, физики и биологии, компьютерный класс, спортзал и собственный стадион. Преподаётся немецкий язык.